# Sulmeck-Greith
Sulmeck-Greith war eine bis Ende 2013 selbstständige Gemeinde im Bezirk Deutschlandsberg in der Steiermark. Sie ist heute Bestandteil der Gemeinde St. Martin im Sulmtal in der Weststeiermark. Zum Zeitpunkt der Eingemeindung hatte sie 1318 Einwohner. Im Rahmen der steiermärkischen Gemeindestrukturreform wurde Sulmeck-Greith 2015 mit der Gemeinde St. Martin im Sulmtal zusammengeschlossen, die neue Gemeinde führt den Namen St. Martin im Sulmtal weiter. Grundlage dafür ist das Steiermärkische Gemeindestrukturreformgesetz – StGsrG.
Eine Beschwerde, die von der Gemeinde gegen die Zusammenlegung beim Verfassungsgerichtshof eingebracht wurde, war nicht erfolgreich.

## Geografie

### Lage
Sulmeck-Greith liegt in der südlichen Weststeiermark an der Mündung der Schwarzen und der Weißen Sulm. Der flächenmäßig größte Teil des Gebietes mit den Katastralgemeinden Gasselsdorf, Dietmannsdorf und Graschach liegt im Mündungsbereich der beiden Sulmquellen. Im Süden schließt sich ein hügeliger Teil an, der als St. Ulrich im Greith bezeichnet wird. Hier liegen zwischen dem Sulmtal und dem Saggautal die Katastralgemeinden Tombach, Kopreinigg und Pitschgauegg und die Pfarrkirche Sankt Ulrich.

### Gemeindegliederung
Sulmeck-Greith besteht aus insgesamt sechs Katastralgemeinden. Drei davon liegen in der Ebene, im Sulmtal (Graschach, Dietmannsdorf i.S., Gasselsdorf) und die drei anderen auf der Höhe, im Greith (Kopreinigg, Pitschgauegg, Tombach). Im Norden von Sulmeck-Greith liegt die Katastralgemeinde Graschach, im Westen Dietmannsdorf im Sulmtal und im Süd-Osten Gasselsdorf. Im Süden schließt sich die Katastralgemeinde Kopreinigg an, in der sich der Ort Sankt Ulrich in Greith befindet. Der südlichste Teil des Gebietes wird von den Katastralgemeinden Pitschgauegg im Westen und Tombach im Osten gebildet.
Eine kleine Grenzänderung zwischen den Gemeinden Wies und Sulmeck-Greith erfolgte mit Wirkung ab 1. Jänner 2014 für die KG Pitschgauegg.

### Nachbarorte
| St. Martin im Sulmtal |                                             | Pistorf                                  |
| Pölfing-Brunn         | Kompassrose, die auf Nachbargemeinden zeigt | Gleinstätten / Sankt Johann im Saggautal |
| Wies                  | Pitschgau                                   | Oberhaag                                 |

## Geschichte
Der Ort war Teil der 1122 entstandenen Mark Steiermark, die 1180 als Herzogtum Steiermark von Bayern getrennt wurde. Ab 1192 wurde das Gebiet durch die Babenberger in Personalunion zwischen Österreich und der Steiermark regiert.

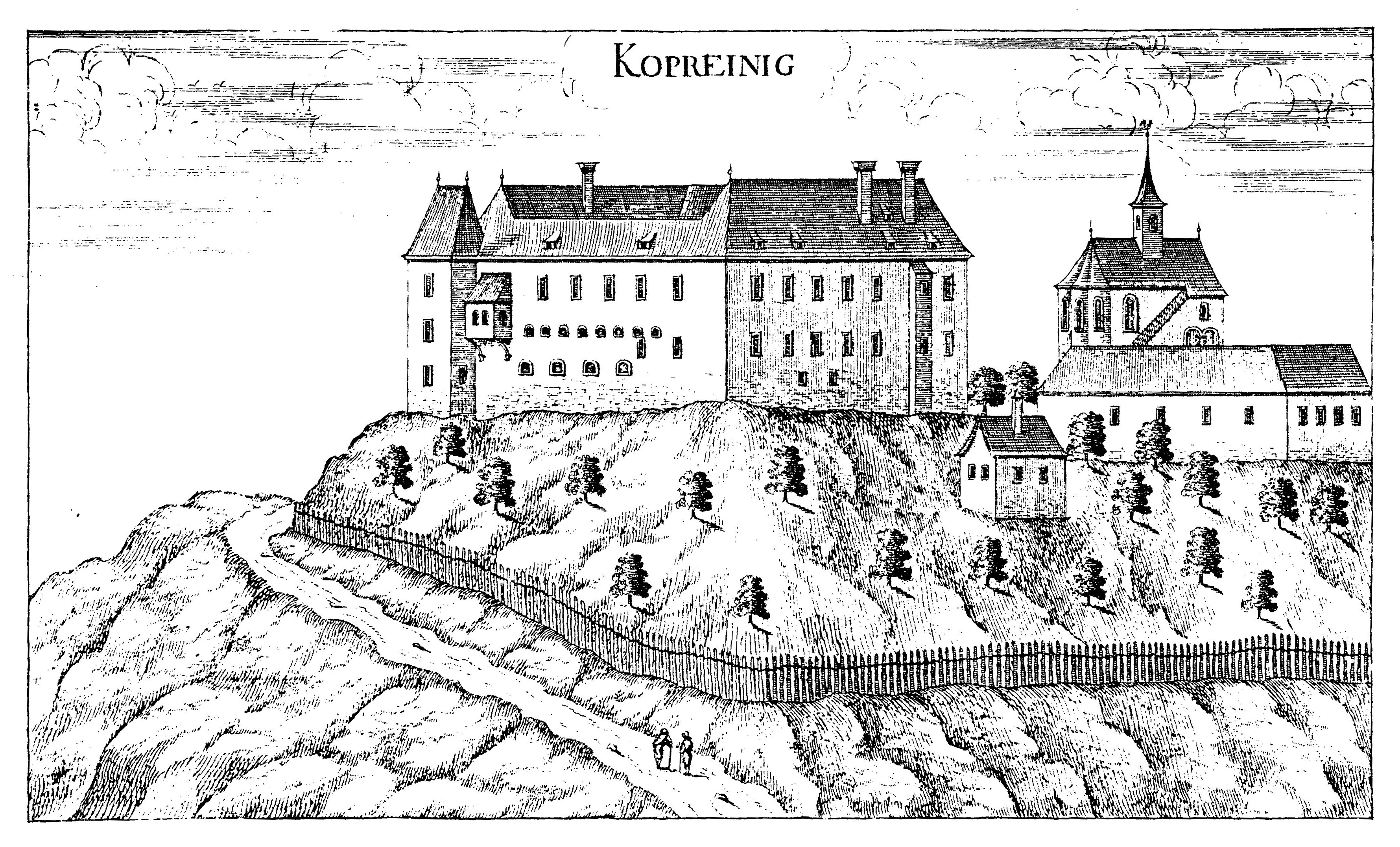
Schloss Kopreinigg 1681

Im Westen des Ortes St. Ulrich in Greith befand sich auf einer ungefähr 50 mal 70 Meter großen ebenen Geländestelle das Schloss Kopreinigg. An seinem Beginn stand ein Wehrturm (Turmburg, Motte), dessen Erbauung im 13. Jahrhundert durch einen Dienstmann der Wildoner vermutet wird: Ulrich in der Koprounik wird 1301 erwähnt, 1308 erhielt er vom Bischof von Seckau den Zehent um die Burg Bischofegg verliehen. Vor 1400 starb sein Geschlecht aus, der Wehrbau kam an die verwandte Familie Grasl (Graezer, Gräsl). Die Grasl verkauften das Schloss 1475 an Paul von Eibiswald. 1576 wurde behauptet, dass beim Schloss Kopreinigg ein Burgfried bestehe, dies blieb aber mangels Urkunden unbeweisbar. 1658 wurde das Schloss nur mehr von einem Verwalter bewohnt, war baufällig und seine Grundstücke brachten wenig Erträge. Im Jahr 1681 wurde das Schloss, damals als mehrstöckiger Vierkanter, von Georg Matthäus Vischer abgebildet, 1740 lag es bereits öde. Damals dürfte nur mehr der Nordflügel bestanden haben, 1826 scheint das Gebäude nicht mehr auf. Das Gebäude dürfte zwischen 1785 und 1826 zur Ruine geworden und abgetragen worden sein. 1848 wurde die Grundherrschaft aufgelöst, zu ihr hatte auch eine Glashütte in der Soboth gehört. Es sind keine Mauern mehr erkennbar, nur Ziegel- und Mörtelreste und Gesteinstrümmer in den Grundstücken seines Standortes. Für das 20. Jahrhundert ist als Bezeichnung des Geländes das Wort „Schlosskogel“ belegt. Für ein Wohnhaus in seiner Nähe ist erwähnt, dass es aus den Steinen des Schlosses erbaut worden sein soll.
Von 1282 bis 1918 stand das Gebiet unter der Herrschaft der Habsburger.
Am 6. November 1918 kam der Ort als Teil der Steiermark zur Republik Deutsch-Österreich. Nach der Annexion Österreichs 1938 kam er zum Reichsgau Steiermark, 1945 bis 1955 war er Teil der britischen Besatzungszone in Österreich.
Die frühere Gemeinde Sulmeck-Greith entstand mit 1. Jänner 1969 durch Zusammenlegung der Gemeinden Dietmannsdorf im Sulmtal, Gasselsdorf und Sankt Ulrich in Greith.
Der Name der Gemeinde Sankt Ulrich war mit 1. Juni 1951 in Sankt Ulrich in Greith geändert worden.

## Bevölkerung
Die Bevölkerungszahl im Gebiet von Sulmeck-Greith hat sich seit dem 19. Jahrhundert nicht wesentlich verändert.

### Bevölkerungsstruktur
2001 hatte Sulmeck-Greith laut Volkszählung 1.507 Einwohner. 99,5 % der Bevölkerung besaßen die österreichische Staatsbürgerschaft. Zur römisch-katholischen Kirche bekannten sich 96,8 % der Einwohner, 2,3 % waren ohne religiöses Bekenntnis.

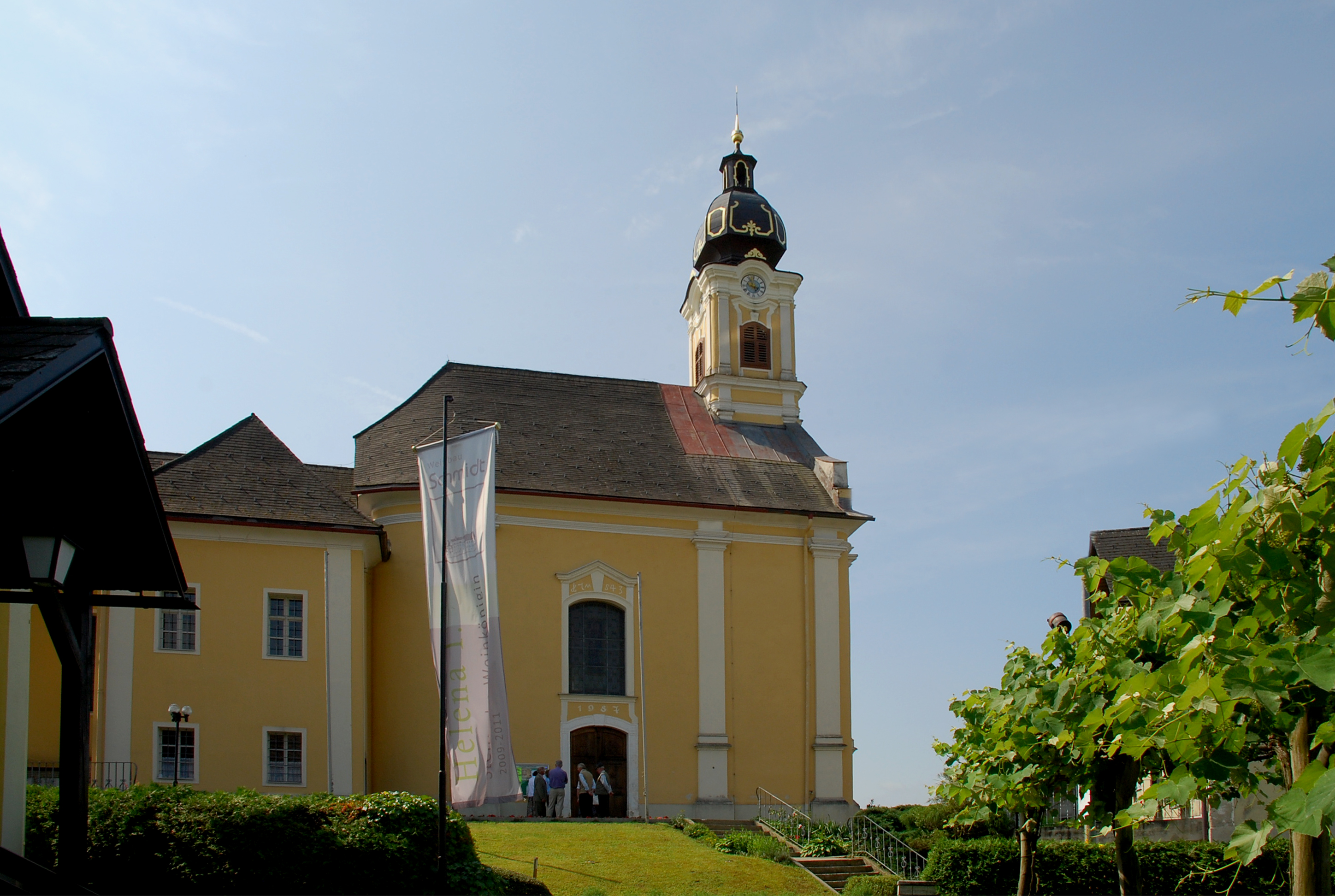
Pfarrkirche St. Ulrich in Greith

Sehenswürdigkeiten von Sulmeck-Greith befinden sich insbesondere im sogenannten Laubdorf St. Ulrich. Die Pfarrkirche, die dem heiligen Ulrich geweiht ist, verfügt über Deckengemälde von Peter Pongratz, einen zeitgenössischen Altar von Werner Schimpl und eine volkstümliche Pietà.
- Greith-Haus, ein Kulturhaus in St. Ulrich in Greith

## Wirtschaft und Infrastruktur
Laut Arbeitsstättenzählung 2001 gab es 29 Arbeitsstätten mit 277 Beschäftigten in Sulmeck-Greith sowie 507 Auspendler und 222 Einpendler. Wichtigste Branche ist die Sachgütererzeugung. Es gibt 130 land- und forstwirtschaftliche Betriebe (davon 93 im Haupterwerb), die 1999 zusammen 2.078 ha bewirtschafteten.
Der Haupterwerb besteht aus Pendlern, Kleinlandwirten, einigen Gewerbebetrieben und einen Industriebetrieb. Als typischer Wein gilt der Weststeirische Schilcher, der hier in Sulmeck-Greith überwiegend angebaut wird. Wichtigster Betrieb ist das Ziegelwerk (Tondach) Gleinstätten.
Die Verkehrserschließung des Gebietes erfolgt über die Sulmtal Straße B 74 und die Pölfing Brunnerstraße L 605. Die Südsteirische Grenzstraße B 69 liegt südlich von Sulmeck-Greith.

## Politik
Die ÖVP stellte zuletzt im Gemeinderat von Sulmeck-Greith die stärkste Fraktion. Bei den Gemeinderatswahlen konnte die ÖVP stark zulegen und gewann ein zusätzliches Mandat, die Mandatsverteilung laut letzter Gemeinderatswahl von 2010 war:
- 10 ÖVP
- 5 SPÖ

### Wappen
Das Recht zur Führung des Wappens wurde von der Steiermärkischen Landesregierung verliehen, die das Wappen am 1. Juli 1986 auch überreichte. Das Wappen zeigt in einer weißen und schwarzen, geschwungenen breiten Linie die Schwarze und die Weiße Sulm. Die beiden Linien verlaufen dabei von den oberen Ecken diagonal zum Schildfuß. Über den Linien hängt eine belaubte Weintraube, die als Zeichen für die Fruchtbarkeit der Landschaft dient. Die Grundfarbe des Schildes ist zweigeteilt, wobei der linke Wappenteil in rot, der rechte in weiß gehalten ist. Die Weintraube ist hingegen zur Hälfte in der jeweils anderen Farbe gehalten.

## Persönlichkeiten

### Ehrenbürger der Gemeinde
- 2008 Gerhard Roth (1942–2022), Schriftsteller

## Historische Landkarten

Sulmeck-Greith und seine Umgebung in den Aufnahmeblättern der Landesaufnahme um das Jahr 1879
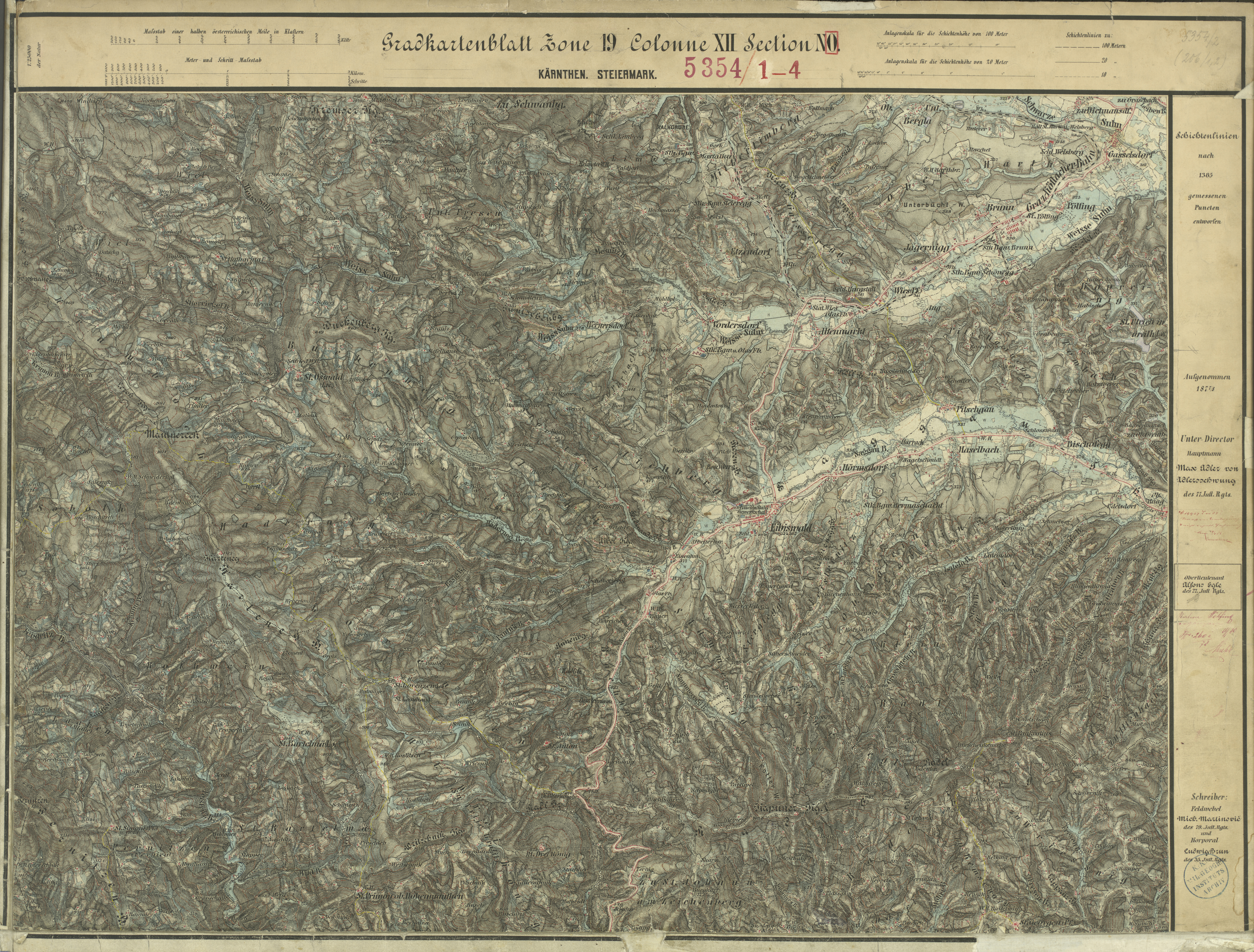
Sulmeck-Greith liegt im Osten von Pölfing-Brunn
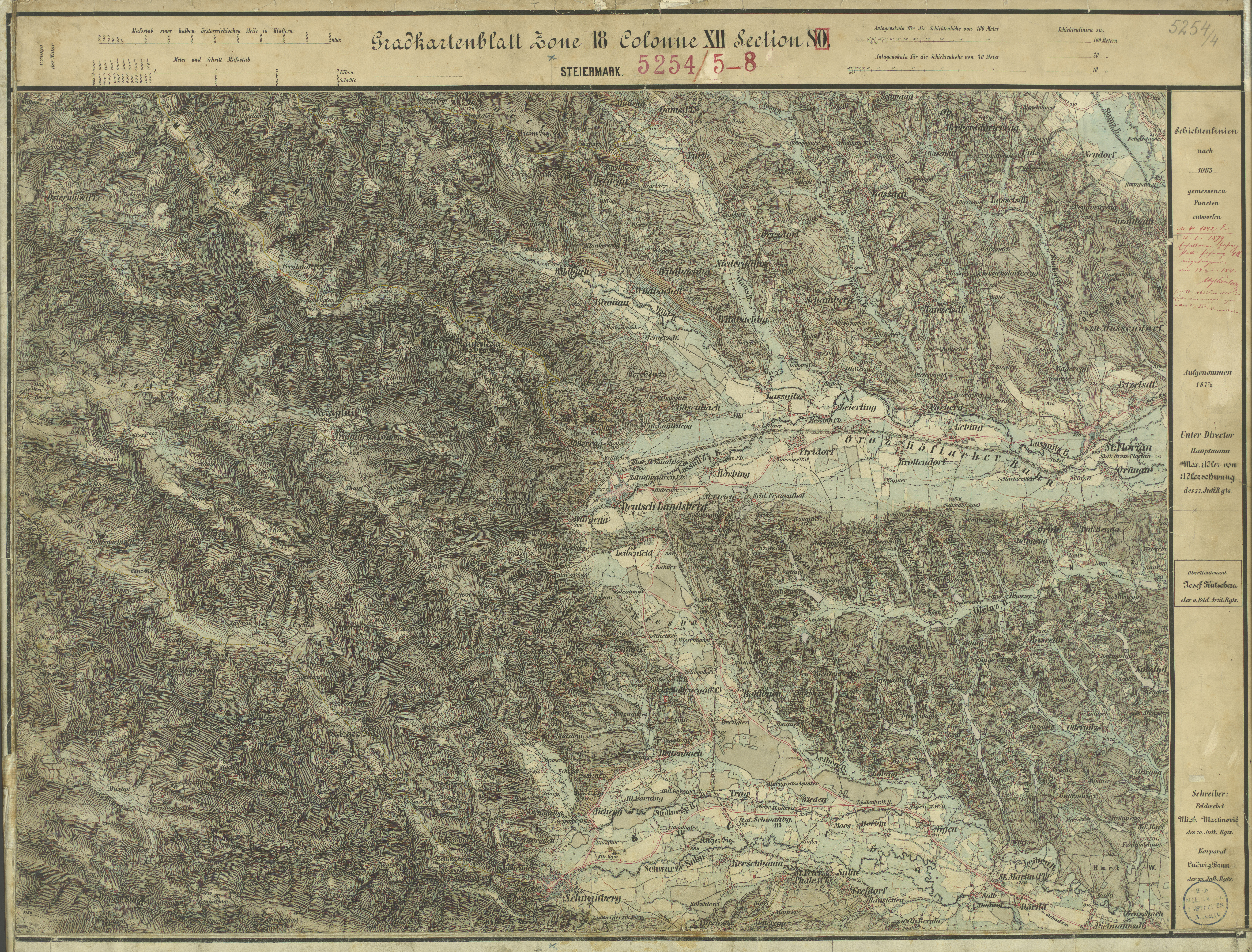
Der Norden von Dietmannsdorf bei St. Martin
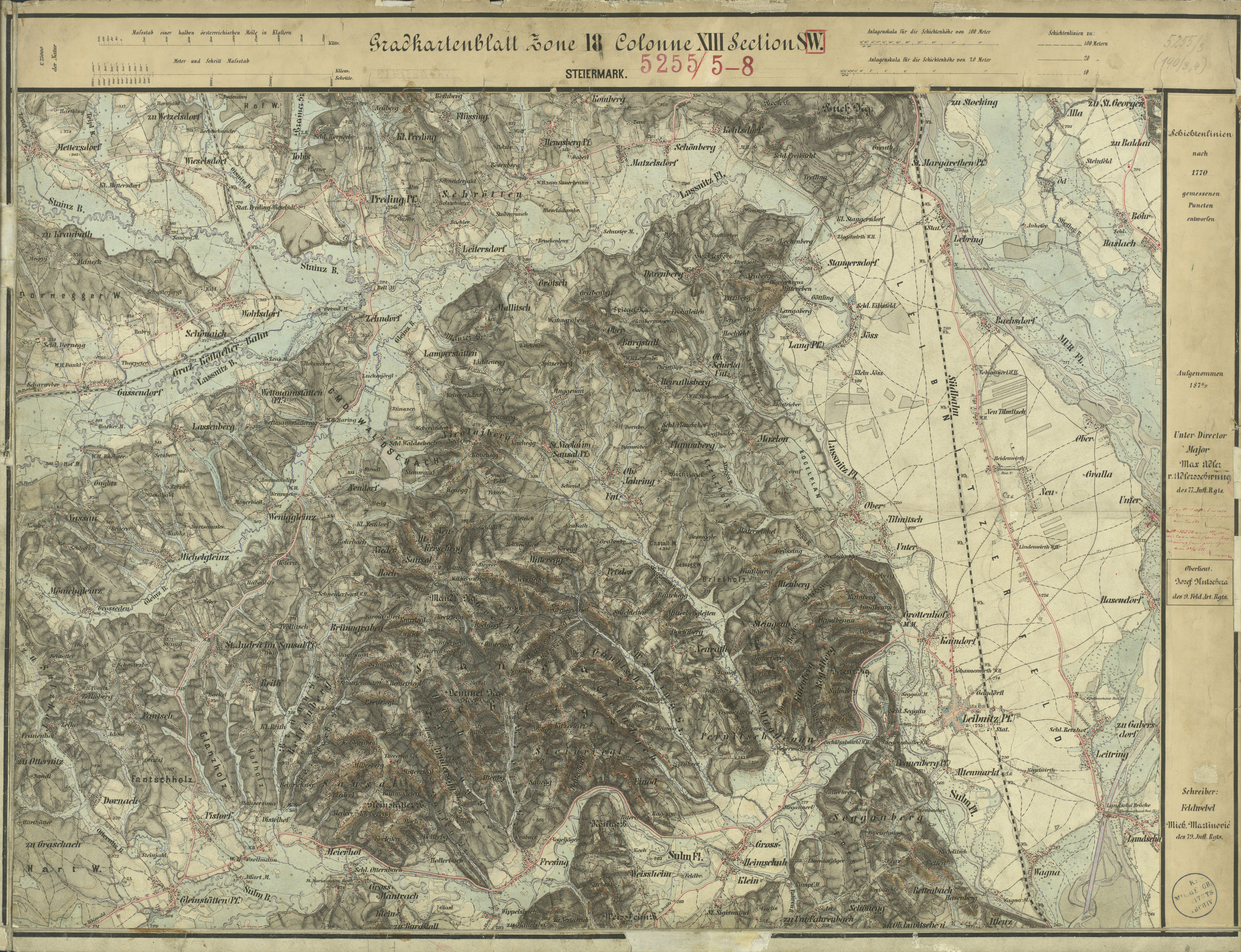
Im Nordosten liegt Gleinstätten
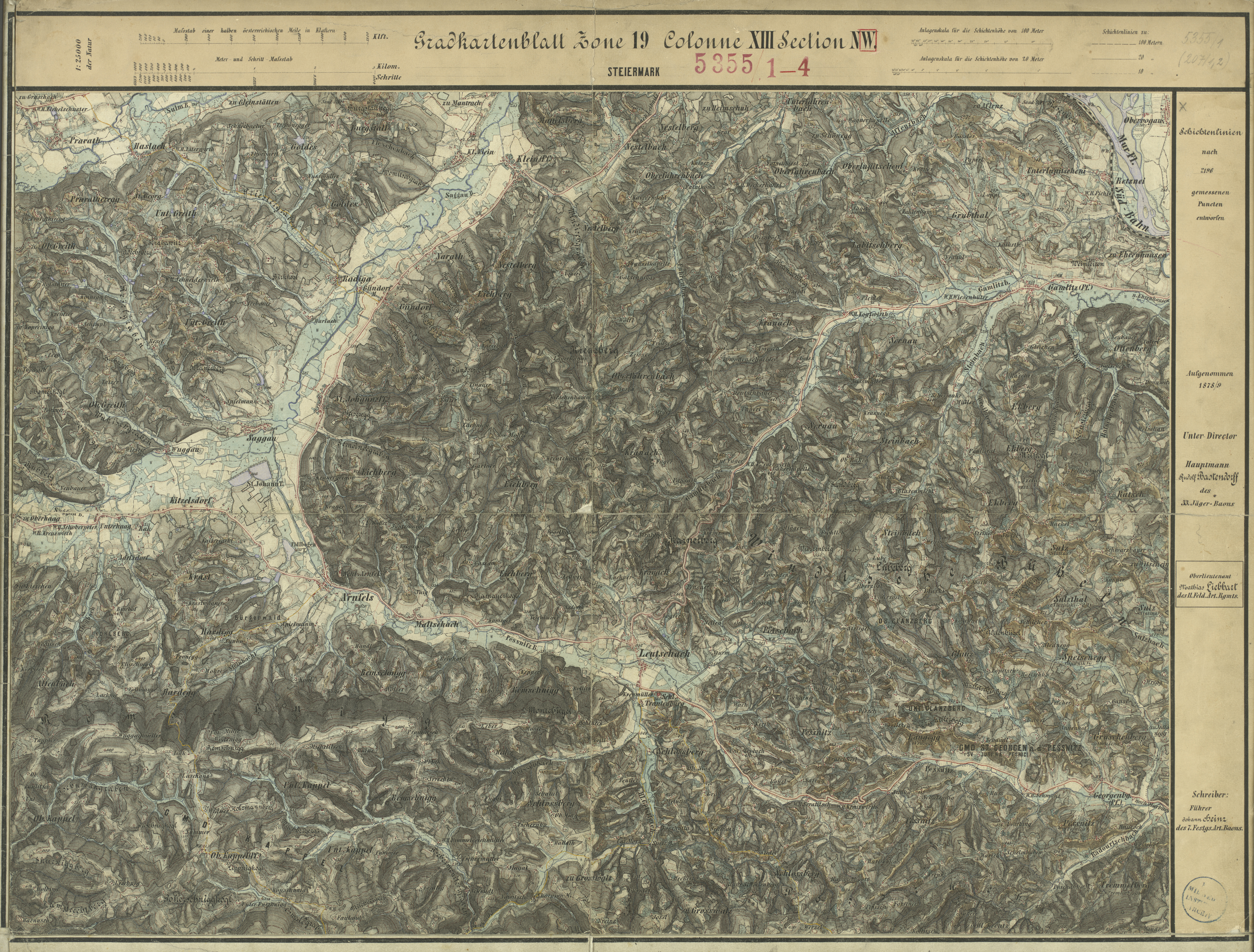
Oberhaag ist die östliche Nachbargemeinde